# Gammel Hald
Gammel Hald (fra 1936-2019 kaldet Niels Bugges Hald) er et middelalderligt voldsted ved Hald Sø, som ligger syd for Viborg. Det består af en anseelig borgbanke, der hæver sig op til 7 m over det omgivende terræn og har en diameter på ca. 80 m. Banken er omgivet af en op til 6‑7 m bred voldgrav med en op til 15‑20 m bred forborg. Vandstanden i søen har tidligere været ca. 1,8 m lavere, og den omgivende voldgrav må oprindelig have været tør. Ved udgravninger på banken er der fundet fundamenter til en kælder samt resterne af to hypokauster (opvarmningsanlæg). Flere detaljer tyder på, at borgbyggeriet aldrig blev færdiggjort. Byggeaktiviteten på stedet kan dateres til anden halvdel af 1200-tallet, og en mulig bygherre kunne være et medlem af den tyske slægt Eberstein, der vides at have ejet Hald i første halvdel af 1300-tallet.
Voldstedets historiske navn er Gammel Hald, som kan følges tilbage til 1500-tallet. Voldstedet blev fra 1936-2019 kaldt Niels Bugges Hald, men fra maj 2019 er navnet atter ændret tilbage til Gammel Hald ved Danske Stednavne, da Viborg Museums arkæologiske undersøgelser 2016 og 2018 havde påvist, at Gammel Hald er en aldrig færdigbygget borg fra 1250-1300, dvs. fra tiden før Niels Bugge i 1346 købte Hald, og at Niels Bugges borg ved Hald findes ca. 2-3 m under borggården på Hald Slot, hvor der er fundet spor af en borgbanke fra vinteren 1347/48.
Endvidere optræder bondegården Gammel Hald i flere kilder, således i Lensregnskabet 1546 (gammelhald) og Matriklen 1664 (Gammel Hald). Den tiendepligtige bondegård Gammel Hald blev i 1619 lagt ind under det tiendefri Hald Slot, hvilket i flere omgange fik præster i Dollerup til at kræve erstatning for den mistede tiende. Meget peger på at bondegården lå på borgbanken, som nu atter bærer navnet Gammel Hald.